# Fiat C.29
Le Fiat C.29 est un hydravion de course italien conçu par Celestino Rosatelli et construit à la fin des années 1920 par Fiat Aviazione pour courir au Trophée Schneider 1929, auquel il ne put participer. Sur les trois avions construits, deux furent détruits dans des accidents. Le troisième est désormais exposé dans un musée .

## Conception et développement

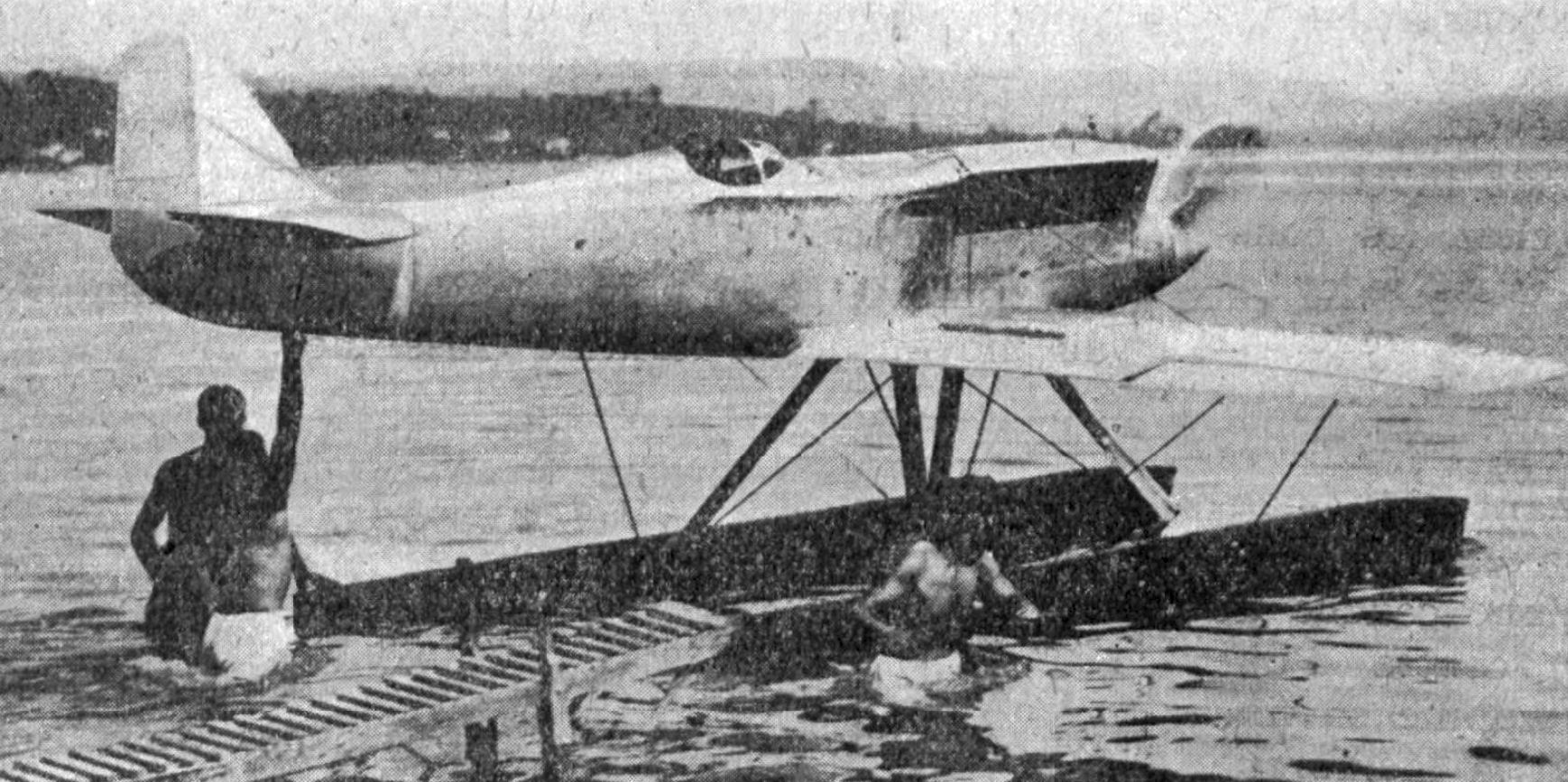
Premier prototype du C.29 avec son empennage classique

Le premier prototype arriva au Reparto Sperimentale Alta Velocità de Desenzano del Garda au milieu de l'année 1929. C'était le premier de la nouvelle série d'avions «challenger» monoplan à deux flotteurs à arriver au département spécial qui avait été créé seulement l'année précédente. Son aile avait des longerons en bois et un revêtement en alliage d'aluminium. L'avion utilisait le moteur V12 Fiat AS.5 spécialement conçu pour cet appareil afin de minimiser la surface frontale.

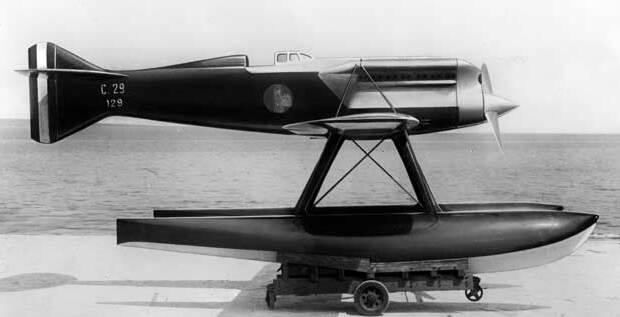
C.29 N°129 qui coula au fond du lac de Garde

Le premier test de flottation du C.29 fut désastreux. Mario Bernasconi étant aux commandes, l'avion s'avéra instable et les oscillations de tangage croissantes finirent par faire couler l'avion une fois dépassés les 100 km/h. L'accident, sans conséquence pour le pilote (alors que Bernasconi commandait le département hautes vitesses) comme pour l'avion rapidement récupéré, fut attribué à la configuration des flotteurs, notamment la position en marche qui ne correspondait pas au centre de gravité de l'avion. Pour résoudre le problème plusieurs maquettes de flotteurs furent réalisées et testées sur un bateau à moteur équipé d'un support spécial. Cette série de tests fut filmée afin d'être examinée et la configuration de décollage la plus appropriée fut identifiée pour l'avion. Celle-ci fut utilisée par Fiat pour fabriquer les nouveaux flotteurs.
Le premier vol fut effectué par Francesco Agello à Desenzano del Garda en juin 1929. Les problèmes lors du décollage étaient résolus, mais dès les premiers vols il apparut que l'avion était peu, voire pas du tout, contrôlable. Francesco Agello, le pilote choisi pour sa petite taille car le cockpit de l'avion était plutôt étroit, réchappa de peu à deux accidents graves.

Le 12 juin 1929, ce premier exemplaire (C.29 N°129) rencontra le sillage d'un bateau à l'amerrissage qui le fit chavirer et couler. Agello fut secouru sain et sauf après s'être extrait du cockpit. Le 21 février 2016 l'épave de l'avion a été retrouvée dans la région du golfe de Desenzano par le groupe de plongée Volontari del Garda,.

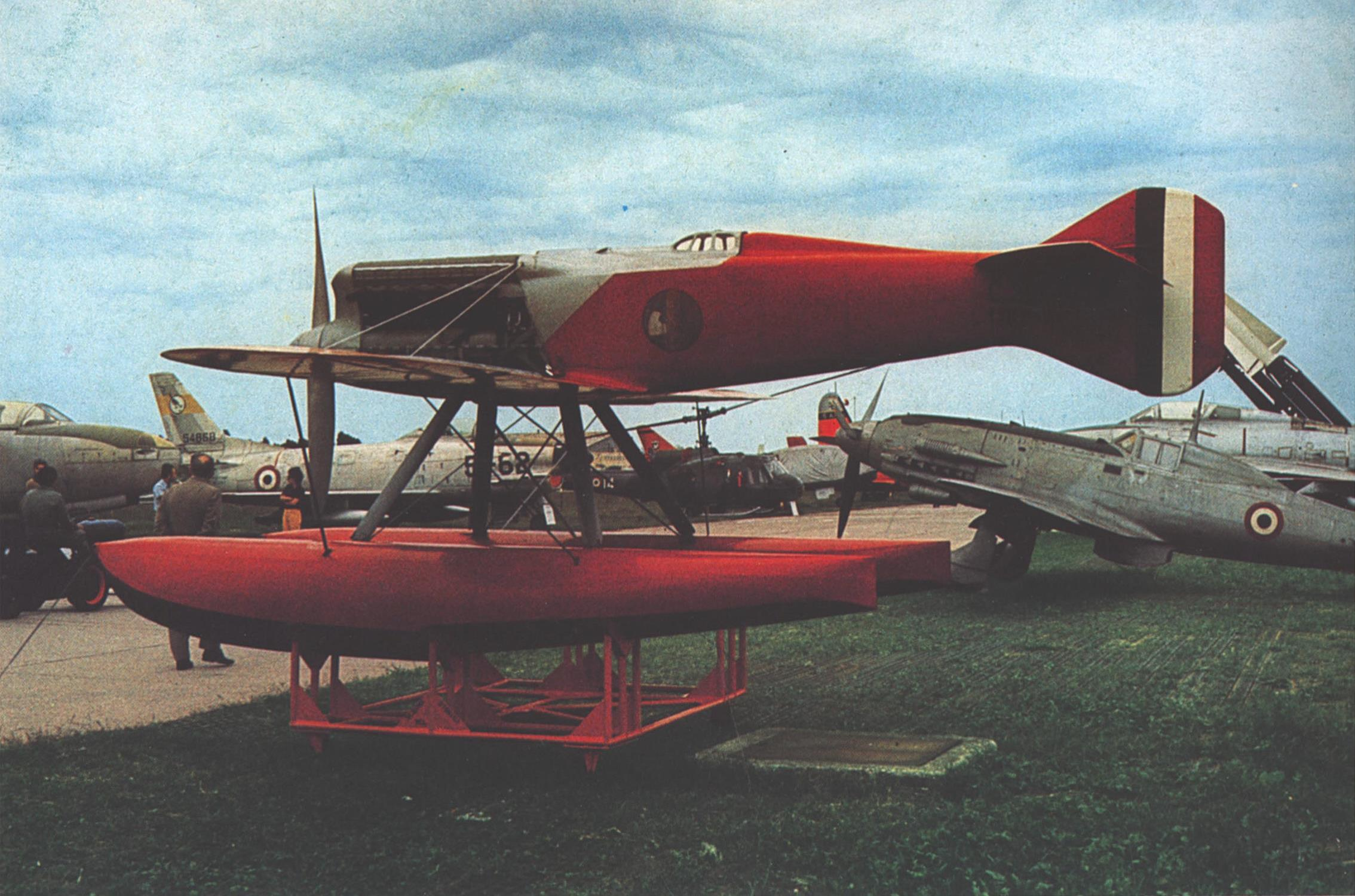
C.29 N° 130bis à Pratica di Mare en 1953

Un second exemplaire (C.29 N°130) entra en chantier et fut rapidement terminé. L'avion reçut de nouvelles modifications du gouvernail et des empennages. Le gouvernail de queue notamment pris une forme de nageoire (dérive qui s'étend au-dessus et en dessous du fuselage) typique des hydravions Macchi. Il était également doté d'une cabine fermée, solution rarement adoptée sur les hydravions.
Le 12 août 1929, durant une démonstration pour un magazine aéronautique britannique, le C.29 N°130 fut détruit après avoir chaviré lors de sa troisième tentative de décollage. De nouveau Agello fut relativement épargné, mais l'avion fut détruit et le moteur coula à 90 m au fond du lac de Garde.
Italo Balbo commanda un troisième avion (C.29 N°130bis) semblable au N°130 et l'envoya directement en Angleterre, sans effectuer aucun essai en vol à l'approche du Trophée Schneider. Le troisième C.29 fut seulement exposé à Calshot et ne vola pas pendant la compétition. L'équipe italienne finit deuxième, quatrième et sixième à l'issue de la course, avec des Macchi M.52 et M.67.

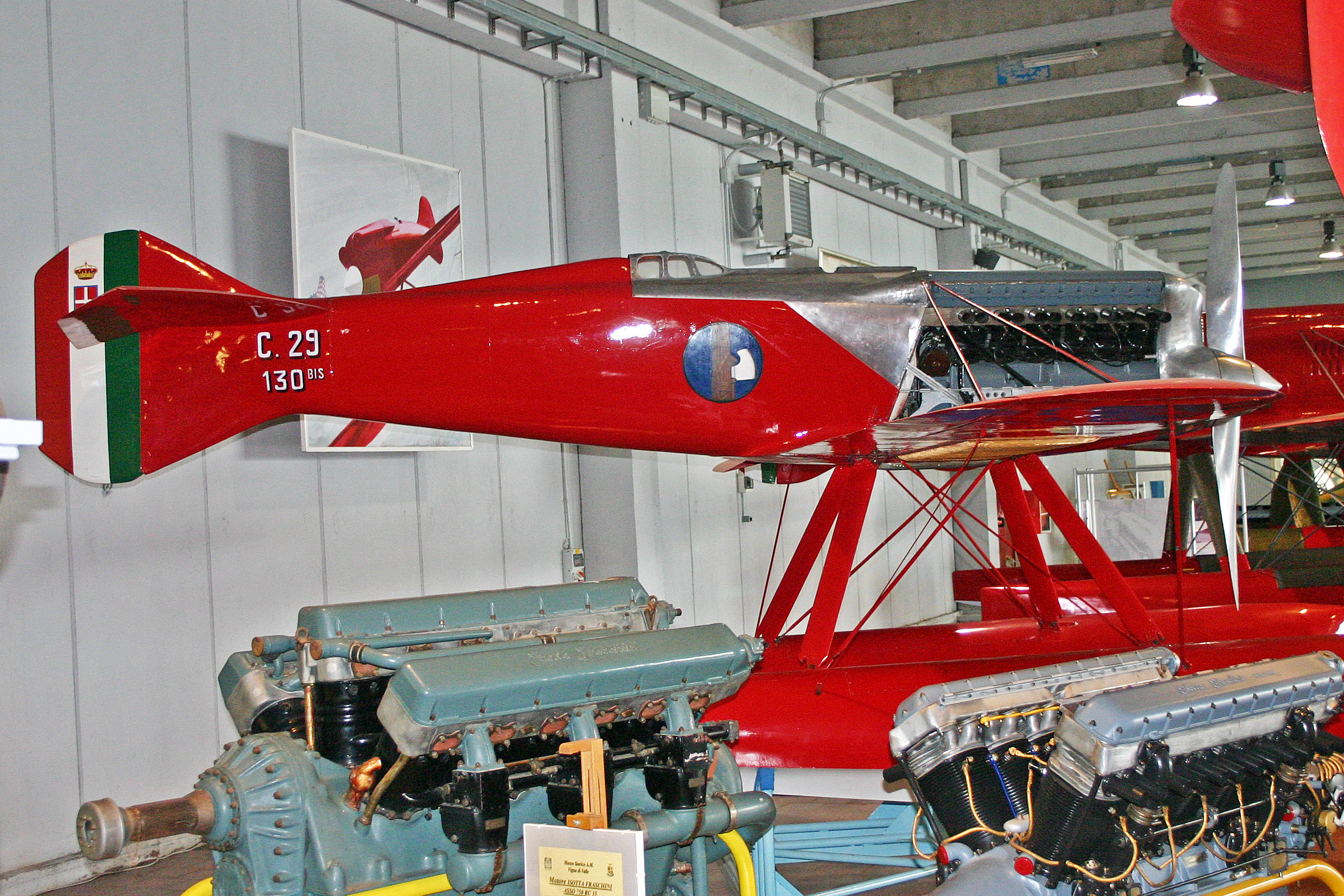
Le C.29 N°130bis exposé au musée historique de l'aviation de Vigna di Valle.

## Avion exposé
Le troisième et dernier C.29 survivant, le N°130bis, est exposé au musée historique de l'aviation de Vigna di Valle.

## Opérateurs
Royaume d'Italie
- Regia Aeronautica